# Navigatorii infinitului
Navigatorii infinitului (în franceză Les Navigateurs de l'infini) este un roman științifico-fantastic scris de Joseph-Henri Rosny aîné, care a fost publicat în 1925. 
Restul acestui roman, Les Astronautes, a rămas nepublicat până în 1960.
Acesta a fost anunțat în 1925: Pe măsură ce acest text se derulează, aflăm că a doua călătorie a Stellarium-ului este completă și că exploratorii fabuloși și-au găsit prietenii din lumea cealaltă. Volumul, raportând observații științifice și experimente, va apărea în curând. Va fi urmată de relația celei de-a doua călătorii, transmise de data aceasta chiar de pe Marte. 
În limba română romanul a fost tradus de Ion Hobana și a fost publicat în Colecția Fantastic Club, Editura Albatros, în 1974. A mai fost republicat la Editura Brâncuși, colecția Science Fiction, nr. 3 din 1992.

## Rezumat
O misiune de explorare aterizează pe Marte unde descoperă o rasă extraterestră, Tripèdes, înzestrată cu trei picioare, șase ochi și care radiază o frumusețe supranaturală. Acești marțieni sunt ultimii reprezentanți ai unei specii foarte vechi și foarte evoluate, care dispare puțin câte puțin, dând loc unei noi forme de viață, Zoomorphes. Aceste creaturi minerale, mai puțin inteligente decât Tripedes, sunt totuși mai tinere și mai dinamice. 
Când revine pe Pământ, expediția aduce cu ei doi Tripedezi, un tată și fiica sa. Acesta din urmă este îndrăgostită de unul dintre astronauții Pământului, iar modul de reproducere marțiană este prin partenogeneză, ea naște un hibrid foarte puternic tatălui pe care îl dorește pentru copilul ei. 

## Recenzii de specialitate
Potrivit lui Jacques Sadoul   :  
„Navigatorii infinitului, care datează din 1925, este poate capodopera lui Rosny. Ciudat, romanul repetă situația din   Moartea Terrei, și anume agonia lentă a rasei dominante a unei planete, dar transpunând-o pe planeta Marte”
 . 

## Benzi desenate
Există o adaptare pentru benzi senate a lui Robert Bressy (desene) și Raymonde Borel-Rosny (scenariu). 
A fost publicată în L’Humanité în 1974, apoi la Pressibus în 1999, într-o ediție limitată și numerotată.